# Dacia Logan
La Dacia Logan est une automobile économique du groupe Renault vendue sous la marque Dacia en Europe et sous d'autres marques (Renault ainsi que Nissan et Mahindra) sur les autres marchés. Destinée à l'origine aux marchés émergents, où la population a un pouvoir d'achat moindre que dans les pays développés, elle a depuis connu une carrière internationale.